# Plecotus
A Plecotus az emlősök (Mammalia) osztályának a denevérek (Chiroptera) rendjébe, ezen belül a kis denevérek (Microchiroptera) alrendjébe és a simaorrú denevérek (Vespertilionidae) családjába tartozó nem.

## Rendszerezés
A nembe az alábbi 19 faj tartozik:
- Plecotus ariel Thomas, 1911
- barna hosszúfülű-denevér (Plecotus auritus) Linnaeus, 1758 – típusfaj
- szürke hosszúfülű-denevér (Plecotus austriacus) J. Fischer, 1829
- Plecotus balensis Kruskop & Lavrenchenko, 2000
- Plecotus begognae de Paz, 1994
- Plecotus christii Gray, 1838
- Plecotus gaisleri
- Plecotus homochrous Hodgson, 1847
- balkáni hosszúfülű-denevér (Plecotus kolombatovici) Dulic, 1980[1]
- Plecotus kozlovi Bobinskoj, 1926
- hegyi hosszúfülű-denevér (Plecotus macrobullaris) Kuzyakin, 1965 - szinonimája: Plecotus alpinus
- Plecotus ognevi Kishida, 1927
- Plecotus sacrimontis G. M. Allen, 1908
- Plecotus sardus Mucedda, Kiefer, Pidinchedda, & Veith, 2002
- Plecotus strelkovi Spitzenberger, 2006
- tajvani hosszúfülű-denevér (Plecotus taivanus) Yoshiyuki, 1991
- Kanári-szigeteki hosszúfülű-denevér (Plecotus teneriffae) Barrett-Hamilton, 1907
- Plecotus turkmenicus Strelkov, 1988
- Plecotus wardi Thomas, 1911